# Gerd Grieg

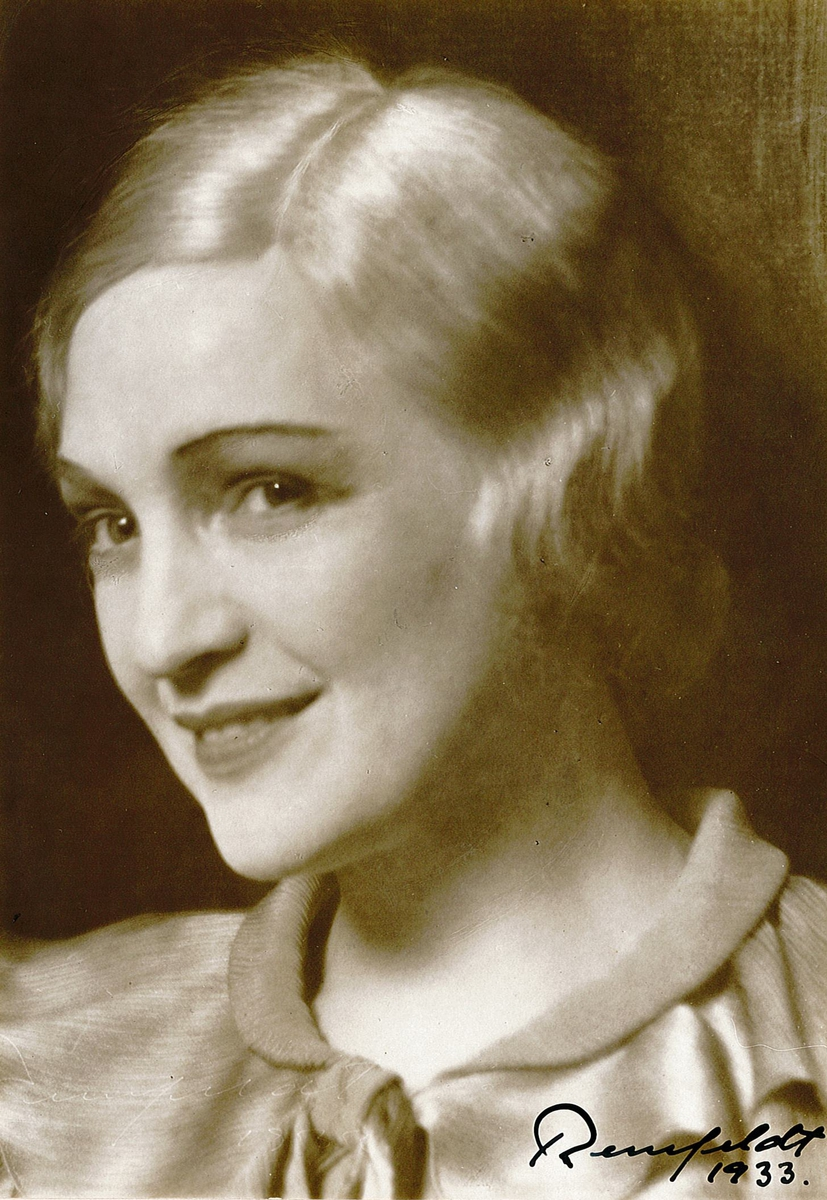
Gerd Egede-Nissen en la pieza Siste Par Ut, representada en 1933 en el Teatro nacional

Gerd Grieg (21 de abril de 1895 – 9 de agosto de 1988) fue una actriz teatral y cinematográfica noruega.

## Biografía
Su verdadero nombre era Gerd Egede-Nissen, y nació en Bergen, Noruega, siendo sus padres Georga ("Goggi") Wilhelma Ellertsen (1871-1959) y su marido, el político del Partido Comunista de Noruega Adam Egede-Nissen (1868-1953). Sus hermanos, Aud Egede-Nissen, Ada Kramm, Stig Egede-Nissen, Lill Egede-Nissen y Gøril Havrevold, fueron también actores.
Gerd debutó como actriz teatral en 1910, a los 15 años de edad, interpretando en el Teatro nacional a Lersol en Kongens hjerte. A partir de entonces, y hasta 1917, interpretó en la escena diferentes primeros papeles. En 1913 participó en varias películas mudas rodadas por el director danés August Blom. En 1917 inició un período de cinco años en Berlín, donde participó en producciones de la compañía cinematográfica de su hermana Aud Egede-Nissen y su marido, Georg Alexander.
Grieg regresó a Noruega en 1922, trabajando en varios teatros antes de volver al Teatro Nacional en 1928. A lo largo de su trayectoria teatral, Gerd Grieg también fue actriz invitada en diferentes representaciones en el extranjero, trabajando en el Teatro Real de Copenhague entre 1933 y 1946. Fue una habitual intérprete de obras de Henrik Ibsen, encarnando a personajes como Hedda, Hilde Wangel, Irene, Svanhild, Ella Rentheim y Rebekka West. Otro de los autores a los que representó con frecuencia fue Bjørnstjerne Bjørnson, actuando como Birgit Rømer y Tora Parsberg. 
En 1937 hizo una gran actuación interpretando a Lucretia en la pieza de Ludvig Holberg Den vægelsindede. Grieg también interpretó a Friedrich Schiller (Maria Stuart), William Shakespeare (Viola en Noche de reyes), y los papeles titulares en la obra de Kjeld Abell Anna Sophie Hedvig y en la de Amalie Skram Agnete. Así mismo, hizo exigentes papeles de opereta, como el de Rosalinde en El murciélago y el de Hanna Glawari en La viuda alegre. Igualmente, Grieg actuó en cinco obras representadas en el Teatro Nacional de Islandia.
Entre 1922 y 1940 estuvo casada con el cirujano Ragnvald Ingebrigtsen, con el cual tuvo tres hijas, y a partir de 1940 su marido fue el escritor Nordahl Grieg, al cual conocía desde 1931.
Durante la Ocupación de Noruega por la Alemania nazi, Gerd y Nordahl Grieg apoyaron el esfuerzo bélico de las fuerzas armadas noruegas en el exilio. Gerd Grieg permaneció en esa época principalmente en los Estados Unidos y en el Reino Unido, donde participó en el entretenimiento de los marinos noruegos.
Nordahl Grieg falleció en 1943, y Gerd Grieg se retiró en 1955. La actriz murió en Noruega en el año 1988.

## Premios
- Por su trabajo en la temporada teatral de 1940/41, recibió el Premio de la Crítica Noruega[8]
- En 1944 fue nombrada comendadora de la Orden de San Olaf por «su extraordinario esfuerzo personal para el arte noruego durante la guerra»[9]
- Grieg también fue honrada con la Medalla de Oro del Mérito del Rey (Kongens fortjenstmedalje)
- Nombramiento de Gran Caballero de la Orden del Halcón islandesa
- Medalla del Rey Christian X por su participación en la Guerra 1940–45 (condecoración danesa)

## Filmografía
- 1913 : Livets blændverk
- 1913 : En hofintrige
- 1913 : Guldmønten
- 1913 : Elskovs opfindsomhet
- 1913 : Hans og Grethe
- 1916 : Den hvide djævel
- 1918 : En fare for samfundet
- 1918 : Die Rachegöttin, de Georg Alexander
- 1919 : Die Jugendsünde, de Georg Alexander
- 1922 : Pan